# Lutz Marmor

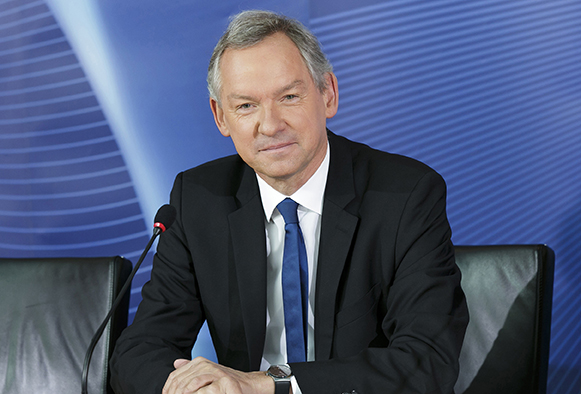
Lutz Marmor, ehemaliger NDR-Intendant (2015)

Lutz Marmor (* 2. April 1954 in Köln) ist ein deutscher Betriebswirt. Er war von Januar 2008 bis Januar 2020 Intendant des NDR, von 2013 bis 2015 Vorsitzender der ARD und von 2017 bis 2019 Aufsichtsratsvorsitzender der Degeto Film GmbH.

## Leben
Marmor studierte von 1972 an Betriebswirtschaftslehre an der Universität Köln. Anschließend war er ab 1978 als Unternehmensberater für die GEBERA „Gesellschaft für betriebswirtschaftliche Beratung mbH“ tätig, die sich mit der Beratung von Einrichtungen im Gesundheitswesen befasste. 1979 kehrte Marmor an die Universität Köln zurück und war dort bis 1982 als wissenschaftlicher Mitarbeiter tätig. Ab 1983 war Lutz Marmor bei öffentlichen-rechtlichen Rundfunkanstalten tätig. Er arbeitete zunächst von 1983 bis 1986 beim Westdeutschen Rundfunk in der Hauptabteilung Finanzen, bevor er in der Zeit von 1986 bis 1991 die Leitung der Hauptabteilung Rechnungswesen im WDR übernahm. Im Anschluss wechselte Marmor bis 1995 als Verwaltungsdirektor zum damaligen Ostdeutschen Rundfunk Brandenburg. Diese Position übernahm er nach einem weiteren Wechsel vom 1. Dezember 1995 bis Juli 2006 beim Norddeutschen Rundfunk (NDR). In dieser Zeit war Marmor zugleich 2002 als Leitung des KEF-Büros innerhalb der ARD tätig. Zudem übernahm Lutz Marmor 2003 und 2004 den Vorsitz der Finanzkommission innerhalb der ARD.
Im August 2006 kehrte Marmor zum Westdeutschen Rundfunk als Verwaltungsdirektor und stellvertretender Intendant zurück. In dieser Zeit amtierte er zudem bis 2007 als Vorsitzender des Verwaltungsrates der damaligen GEZ und war Mitglied der ARD-Strategiegruppe. Nach seiner Wahl zum NDR-Intendanten wechselte Marmor ab Januar 2008 als Nachfolger von Jobst Plog zurück zum Norddeutschen Rundfunk. In dieser Funktion übernahm er von 2013 bis 2015 außerdem den ARD-Vorsitz. Marmors Amtszeit als NDR-Intendant dauerte bis zum 10. Januar 2020. Sein Nachfolger wurde Joachim Knuth. Marmor war außerdem Aufsichtsratsvorsitzender der NDR-Media-Tochter Studio Hamburg.

## Mitgliedschaften und Funktionen
Marmor war 2012 Mitglied des Hamburger Beirats der Deutschen Bank AG.
Er war Mitglied des Kuratoriums der Civis Medienstiftung und von 2009 bis 2018 Mitglied im Stiftungsrat der BürgerStiftung Hamburg.
Marmor ist Mitglied im Kuratorium der Deutschen Stiftung Denkmalschutz.
Im September 2020 wurde er Mitglied des Vorstandes der Stiftung Club of Hamburg.